# Poecilia caucana
Poecilia caucana is een straalvinnige vissensoort uit de familie van de levendbarende tandkarpers (Poeciliidae). De wetenschappelijke naam van de soort is voor het eerst geldig gepubliceerd in 1880 door Steindachner.

## Beschrijving
De mannetjes van Poecilia caucana bereiken een lengte van 3 cm terwijl het vrouwtje 6 cm kan halen. Over het algemeen zijn ze zilverachtig van kleur. De vis kan herkend worden door de zwarte vlek aan de basis van de rugvin. 
Verspreiding en leefgebied 
Deze vissen worden gevonden in stroomgebieden die uitmonden in de Stille Oceaan: van Darién in Panama zuidelijk tot aan de Caucarivier in Colombia en oostelijk tot het meer van Maracaibo in Venezuela. Daar leven ze in ondiepe wateren. Deze vis is een sterke en verdraagzame soort die in staat is om aanzienlijke variaties in temperatuur, zoutgehalte en zuurstofniveaus te weerstaan.

## Gedrag
Poecilia caucana is een alleseter die zich voedt met algen, muggenlarven en insecten die op het wateroppervlak vallen. 

## Voortplanting
Deze vissen zijn eierlevendbarend. De vrouw produceert een legsel van 10 tot 25 levende jongen na een draagtijd van ongeveer vier weken.

## In gevangenschap
Deze vis wordt soms in aquaria gehouden. Hij gedijt het best bij temperaturen tussen 27 en 29 °C bij een pH van 7,0 tot 7,5.